# أراك عثكولي

أراك عثكولي (الاسم العلمي:Salvadora paniculata) هو نوع غير مؤكد من النباتات يتبع جنس الأراك من الفصيلة الأراكية.